# Рейхсмаршал

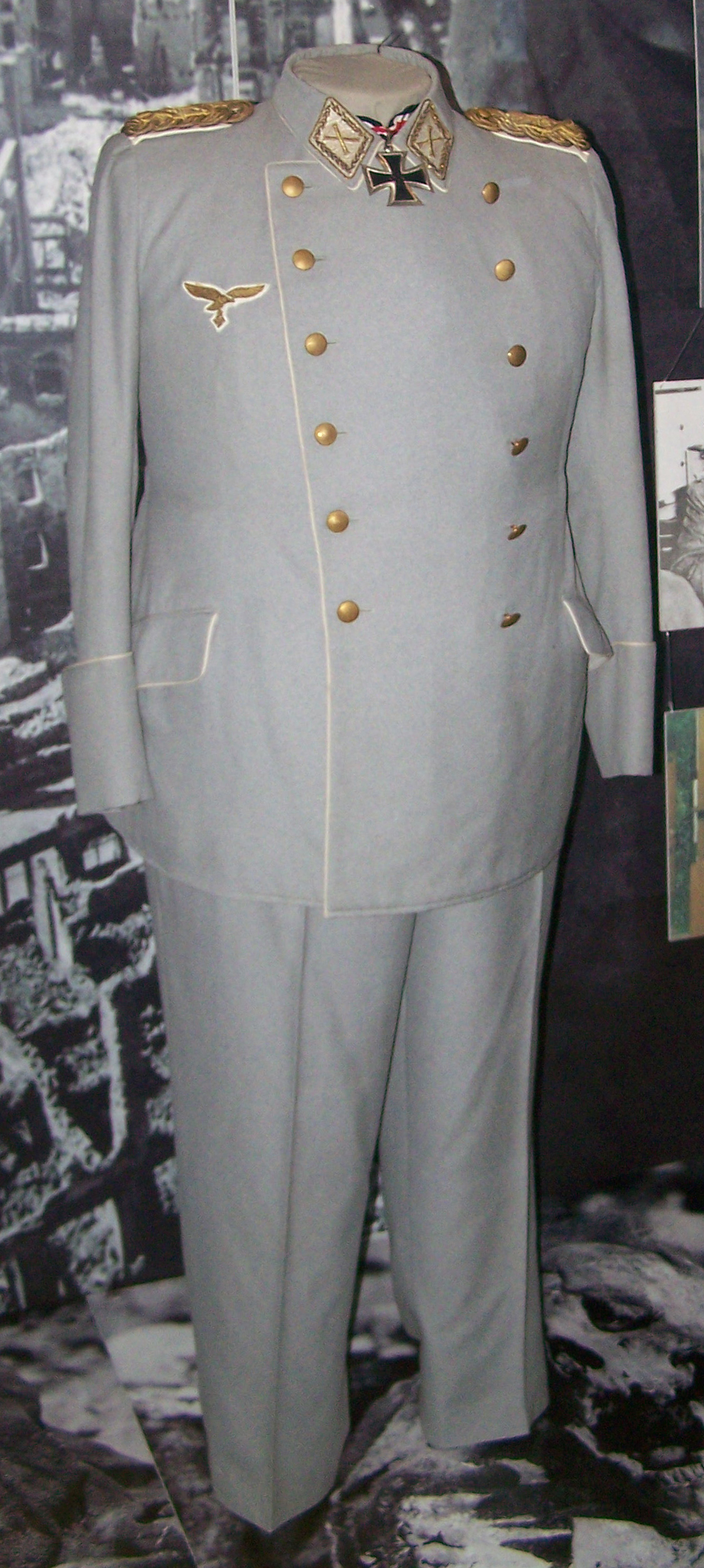
Униформа Германа Геринга

Рейхсмаршал (нем. Reichsmarschall, буквально «имперский маршал» или «маршал империи») — воинское звание и должность в истории различных государств Европы.

## Священная Римская империя
Титул «рейхсмаршала» иногда давался полководцам Священной Римской империи в военное время, однако являлся временным (скорее должностью командующего). Употреблялся в XII—XVI веках, в дальнейшем вышел из употребления.
В XVII веке в Германии появилась Имперская армия (Reichsarmee), составленная из войск имперских округов Священной Римской империи германской нации и которая действовала наряду с воинскими контингентами императора (kaiserlich Armee) и германских князей. Для командования Имперской армией рейхстаг в Регенсбурге назначал рейхсфельдмаршала (Reichsfeldmarschall) или рейхс-генерал-фельдмаршала (Reichsgeneralfeldmarschall).
На рейхстаге, собравшемся в Регенсбурге в январе 1663 года, маркграф Леопольд Вильгельм Баден-Баденский (католик) был назначен рейхсфельдмаршалом, а принц Георг Фридрих Вальдекский (протестант) — рейхс-фельдмаршал-лейтенантом (его заместителем). Имперская армия приняла активное участие в войне против турок 1663-64 годов.
В 1681 году Имперская армия получила окончательную структуру, а рейхс-генерал-фельдмаршалом на рейхстаге в Регенсбурге был избран князь Георг Фридрих Вальдекский. В 1683 году Имперская армия пришла на помощь императору и приняла участие в защите Вены от нового турецкого нашествия.
В XVIII веке звание рейхсфельдмаршала стало постоянным, причем согласно действовавшему в Германии религиозному миру, существовало одновременно два рейхсфельдмаршала: один возглавлял контингент католических германских князей, второй — протестантских (рейхс-генерал-фельдмаршал).
В числе самых известных рейхсфельдмаршалов: Людвиг «Турецкий» Баденский (1703), Евгений Савойский (1707) и Карл Австрийский (1796).

## Дания
С XIII века высшим военным должностным лицом Датского королевства был маршал (marsk), третья по значимости должность после риксгофмейстера и канцлера. С 1536 года маршал Дании назывался риксмаршал (rigsmarsk). Неоднократно эта должность оставалась незанятой в течение лет и даже десятилетий. Последний риксмаршал Дании умер в 1661 году.

## Швеция
В Швеции титул риксмаршала (швед. riksmarskalk) с XVII века носит глава придворного штата.

## Россия
В некоторых документах времён Екатерины I «Рейхс-Маршалом» именовался А. Д. Меншиков (бывший тогда генерал-фельдмаршалом, а затем генералиссимусом).

## Третий рейх
Рейхсмаршал Великогерманского рейха — высшее звание в вермахте, являвшееся немецким аналогом генералиссимуса и присвоенное 19 июля 1940 Герману Герингу после победоносного завершения французской кампании.
Знаки различия рейхсмаршала изготовлялись из чистого золота, а маршальский жезл из слоновой кости. Погоны рейхсмаршала представляли собой скрещенные маршальские жезлы, а над ними — германский орел, как бы сидящий на них. Так как Герман Геринг был единственным, кто носил такой чин, то и китель его — уникальная форма для немецкого солдата времён Второй мировой — белый, атласный со внушительным золотым изображением знака различия ВВС — парящего орла со свастикой на правой стороне груди.

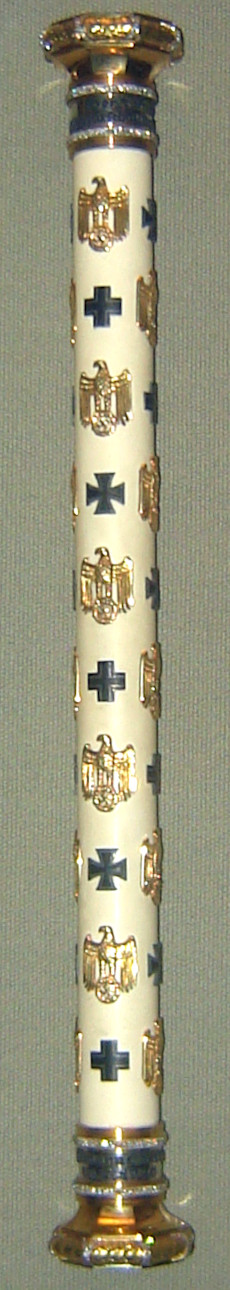
Жезл Г. Геринга
Штандарт рейхсмаршала (оборотная сторона), 1940—1941
Штандарт рейхсмаршала (лицевая сторона), 1940—1941
Штандарт рейхсмаршала (оборотная сторона), 1941—1945
Штандарт рейхсмаршала (лицевая сторона), 1941—1945
Погон рейхсмаршала
Петлицы рейхсмаршала